# زهرا ساعی
زهرا ساعی (زاده شهریور ۱۳۵۹ تبریز) سیاستمدار اعتدالگرای ایرانی و از بهمن ۱۴۰۳ مشاور وزیر امور خارجه در امور بانوان است. وی پیش‌تر نماینده حوزه انتخابیه تبریز، آذرشهر و اسکو در مجلس دهم بوده‌است. وی در اواخر سال ۱۳۹۲ از سوی استاندار تهران به سمت «سرپرست دفتر امور بانوان و خانواده استانداری تهران» منصوب شد.

## زندگی
زهرا ساعی در شهریور ۱۳۵۹ در تبریز متولد شده است. در دهه هفتاد به دلیل شغل پدرش همراه با خانواده به تهران نقل مکان کرده‌اند و در سال ۱۳۷۷ در رشته شیمی از دانشگاه پذیرفته شد که البته بعداً در رشتهٔ زبان و ادبیات فارسی هم تحصیل کرد. در مقطع کارشناسی ارشد به جغرافیای سیاسی تغییر رشته داد و دکترای خود را در رشتهٔ جغرافیای سیاسی از دانشگاه خوارزمی اخذ نموده است.

## فعالیت‌ها
برخی از مهم‌ترین فعالیت‌ها و مسئولیت‌های زهرا ساعی:
- مشاور استاندار و مدیر کل زنان و خانوادهٔ استانداری تهران
- پژوهشگر مرکز مطالعات زنان دانشگاه تهران
- همکاری با مرکز تحقیقات استراتژیک مجمع تشخیص مصلحت نظام
- همکاری با معاونت فرهنگی—اجتماعی شهرداری تهران
- همکاری با سازمان ملی جوانان
- تدریس در دانشگاه

زهرا ساعی در انتخابات مجلس شورای اسلامی (۱۳۹۵–۱۳۹۴) از حوزه انتخابیهٔ تبریز، آذرشهر و اسکو، مطرح گردید و در انتخابات مجلس ثبت نام نمود.وی در انتخابات ۷ اسفند ۱۳۹۴ با کسب ۱۱۴ هزار و ۳۸۴ رأی، نفر چهارم شد و همراه با ۷ نامزد دیگر به دور دوم انتخابات راه یافت تا از بین آن‌ها ۴ نفر به عنوان نمایندهٔ مردم تبریز، آذرشهر و اسکو راهی مجلس شورای اسلامی شوند. نهایتاً در انتخابات ۱۰ اردیبهشت ۱۳۹۵ با کسب ۱۳۴ هزار و ۱۳۱ رأی، به عنوان نفر اول از حوزهٔ انتخابیهٔ تبریز، آذرشهر و اسکو به مجلس دهم راه یافت.

## مطالعه بیشتر
- ارتقای کیفیت زندگی بانوان در کاهش خشونت علیه آنان مؤثر است، ایرنا ساعی: زنان سرپرست خانوار با مشکلات عدیده اقتصادی مواجه هستند، ایرنا
- بانک اطلاعاتی زنان استان تهران تکمیل می‌شود
- سرپرست امور بانوان استانداری تهران: فرمانداران باید یک مشاور زن داشته باشند، ایرنا
- اشتغال زنان خانه‌دار در قالب تعاونی‌ها با گسترش مشاغل خانگی، ایسنا
- ترویج فرهنگ کارآفرینی به بالندگی اقتصادی و توسعه فرهنگی منجر می‌شود، ایسنا
- مهمترین وظیفه مجلس دهم تقویت حمایت‌های اجتماعی است، ایلنا
- برگزاری جلسه‌ای با معاونت امور زنان در مورد حادثه اسید پاشی، ایلنا
- برگزاری همایش رویکردهای جدید جمعیتی با همکاری استانداری تهران
- مانعی برای‌حضور زنان در ورزشگاه‌ها نیست، خبرگزاری تابناک
- مانعی برای حضور زنان در ورزشگاه‌ها نیست، خبرگزاری انتخاب
- گفتگو با زهرا ساعی، روزنامه آرمان
- رشد آمار زنان سرپرست خانوار نگران‌کننده است، خبرگزاری مهر
- «سرپرست دفتر امور بانوان و خانواده استانداری تهران منصوب شد». سایت خبری تحلیلی راوی نیوز. بایگانی‌شده از اصلی در ۱۰ مارس ۲۰۱۶. دریافت‌شده در ۴ مارس ۲۰۱۶.